# Джеймс Коберн
Джеймс Гаррісон Коберн-молодший (англ. James Harrison Coburn, Jr.; 31 серпня 1928 — 18 листопада 2002) — американський актор, який знявся більш ніж у 70 фільмах та близько 100 телевізійних постановках.

## Біографія
Джеймс Коберн — син механіка Джеймса Гаррісона Коберна-старшого та Майлет Коберн (до шлюбу Джонсон). Його дід і бабуся по материнській лінії були вихідцями з Швеції. Коберн ріс у місті Комптоні (Каліфорнія).
Як актор він дебютував на сцені театру La Jolla Playhouse в Сан-Дієго. Після кількох епізодичних ролей у телесеріалах він з'явився у великому кіно — у вестерні «Самотній вершник» (1959). У тому ж році він вперше одружився — з Беверлі Келлі, у подружжя було двоє дітей: Джеймс Гаррісон Коберн IV (н. 1961) та Ліза (н. 1967).
Велику популярність здобули вестерн «Чудова сімка» (1960) і бойовик про Другу світову війну «Велика втеча» (1963). В обох фільмах, поставлених режисером Джоном Стерджесом, Коберн зіграв зі своїми друзями Стівом Макквіном та Чарльзом Бронсоном, а в «Чудовій сімці» — ще й з Робертом Воном, якого знав з коледжу. 1965 року він знявся у вестерні Сема Пекінпа «Майор Данді», а пізніше він зніметься ще у двох фільмах цього режисера.
У фільмах «Наша людина Флінт» (1966) і «Двійник Флінта» (1967) Коберн зіграв секретного агента, спародіювавши роль Шона Коннері у кіносеріалі про Джеймса Бонда. Наприкінці шістдесятих зацікавився східними бойовими мистецтвами (він навчався у Брюса Лі) і буддизмом, тому не дуже багато знімається у той час.
1971 року Коберн зіграв ірландського революціонера у фільмі Серджо Леоне «З динамітом в кулаці». У цьому вестерні про Мексиканську революцію його партнером був Род Стайгер.
У 1970-х роках вийшло ще два фільми Сема Пекінпа за участю Коберна: вестерн «Пет Герретт та Біллі Кід» (1973) і драма про Другу світову війну «Залізний хрест» (1977). Коберн та Пекінпа залишалися друзями аж до смерті режисера 1984 року. 1979 року актор розлучився з першою дружиною.
Через те, що Коберн захворів ревматоїдним артритом, він не часто з'являвся на екрані у 1980-х, у той час він записував пісні з британською співачкою Лінсі де Пол й іноді з'являвся у телесеріалах. У 1990-х він повернувся до активної кінороботи, знову граючи у вестернах та бойовиках, а 1993 року одружився вдруге — з акторкою Полі О'Гара. За роль у драмі 1997 року «Скорбота» Коберн вперше став володарем премії «Оскар» (до цього жодного разу не номінувався на Оскара).
Джеймс Коберн помер 18 листопада 2002 року у віці 74 років від інфаркту міокарда.

## Вибрана фільмографія
| Рік  |    | Українська назва               | Оригінальна назва               | Роль                           |
| ---- | -- | ------------------------------ | ------------------------------- | ------------------------------ |
| 1959 | ф  | Той, що скаче насамоті         | Ride Lonesome                   | Віт                            |
| 1960 | ф  | Чудова сімка                   | The Magnificent Seven           | Брітт                          |
| 1963 | ф  | Велика втеча                   | The Great Escape                | Луїс Седжвік                   |
| 1963 | ф  | Шарада                         | Charade                         | Текс Пентголлоу                |
| 1965 | ф  | Майор Данді                    | Major Dundee                    | Семюел Поттс                   |
| 1966 | ф  | Смертельний жар на каруселі    | Dead Heat on a Merry-Go-Round   | Ілай Котч                      |
| 1968 | ф  | Ласунка                        | Candy                           | доктор А. Б. Кранкгайт         |
| 1969 | ф  | Важкий контракт                | Hard Contract                   | Джон Каннінгем                 |
| 1970 | ф  | Остання лиха штучка з Мобіла   | Last of the Mobile Hot Shots    | Джеб                           |
| 1971 | ф  | За жменю динаміту              | Giù la testa                    | Джон Г. Меллорі                |
| 1972 | ф  | Методи доктора Кері            | The Carey Treatment             | доктор Пітер Кері              |
| 1973 | ф  | Пет Ґерретт і Біллі Кід        | Pat Garrett and Billy the Kid   | Пет Герретт                    |
| 1973 | ф  | Останній круїз на яхті «Шейла» | The Last of Sheila              | Клінтон                        |
| 1975 | ф  | Вкуси кулю                     | Bite the Bullet                 | Люк Меттьюс                    |
| 1975 | ф  | вуличний боєць                 | Hard Times                      | Спід                           |
| 1976 | ф  | Небесні наїзники               | Sky Riders                      | Джим Маккейб                   |
| 1976 | ф  | Мідвей                         | Midway                          | капітан Вінтон Маддокс         |
| 1977 | ф  | Залізний хрест                 | Cross of Iron                   | сержант Рольф Штайнер          |
| 1979 | ф  | Сила вогню                     | Firepower                       | Фенон                          |
| 1979 | ф  | Маппет-шоу                     | The Muppet Movie                | господар кафе «Ель слизу»      |
| 1979 | ф  | Золота дівчина                 | Goldengirl                      | Джек Драйден                   |
| 1980 | ф  | Балтиморського куля            | The Baltimore Bullet            | Нік Кейсі                      |
| 1981 | ф  | Великий ризик                  | High Risk                       | Серрано                        |
| 1981 | ф  | Лукер                          | Looker                          | Джон Рестон                    |
| 1990 | ф  | Молоді стрільці 2              | Young Guns II                   | Джон Чізум                     |
| 1991 | ф  | Гудзонський яструб             | Hudson Hawk                     | Джордж Кеплен                  |
| 1993 | ф  | Смертельне падіння             | Deadfall                        | Майк Донан/Лу Донан            |
| 1993 | ф  | Дій, сестро 2: Знову за старе  | Sister Act 2: Back in the Habit | містер Крисп                   |
| 1994 | ф  | Меверік                        | Maverick                        | комодор Дюваль                 |
| 1996 | ф  | Стирач                         | Eraser                          | шеф Артур Беллер               |
| 1996 | ф  | Божевільний професор           | The Nutty Professor             | Гарлан Гартлі                  |
| 1997 | тф | Друга громадянська війна       | The Second Civil War            | Джек Б'юкен                    |
| 1997 | ф  | Скорбота                       | Affliction                      | Глен Вайтгаус                  |
| 1999 | ф  | Розплата                       | Payback                         | Ферфакс                        |
| 2001 | ф  | Техаські рейнджери             | Texas Rangers                   | оповідач                       |
| 2001 | мф | Корпорація монстрів            | Monsters, Inc.                  | Генрі Дж. Вотернуз III         |
| 2002 | ф  | Снігові пси                    | Snow Dogs                       | Джеймс «Громової Джек» Джонсон |
| 2002 | ф  | Американська зброя             | American Gun                    | Мартін Тіллман                 |

## Нагороди
- 1975 — премія Western Heritage Awards («Вкуси кулю»)
- 1999 — премія «Оскар» як найкращому акторові другого плану («Скорбота»)